# Nyésta
Nyésta is een plaats (község) en gemeente in het Hongaarse comitaat Borsod-Abaúj-Zemplén. Nyésta telt 70 inwoners (2001).